# Irani Barbosa

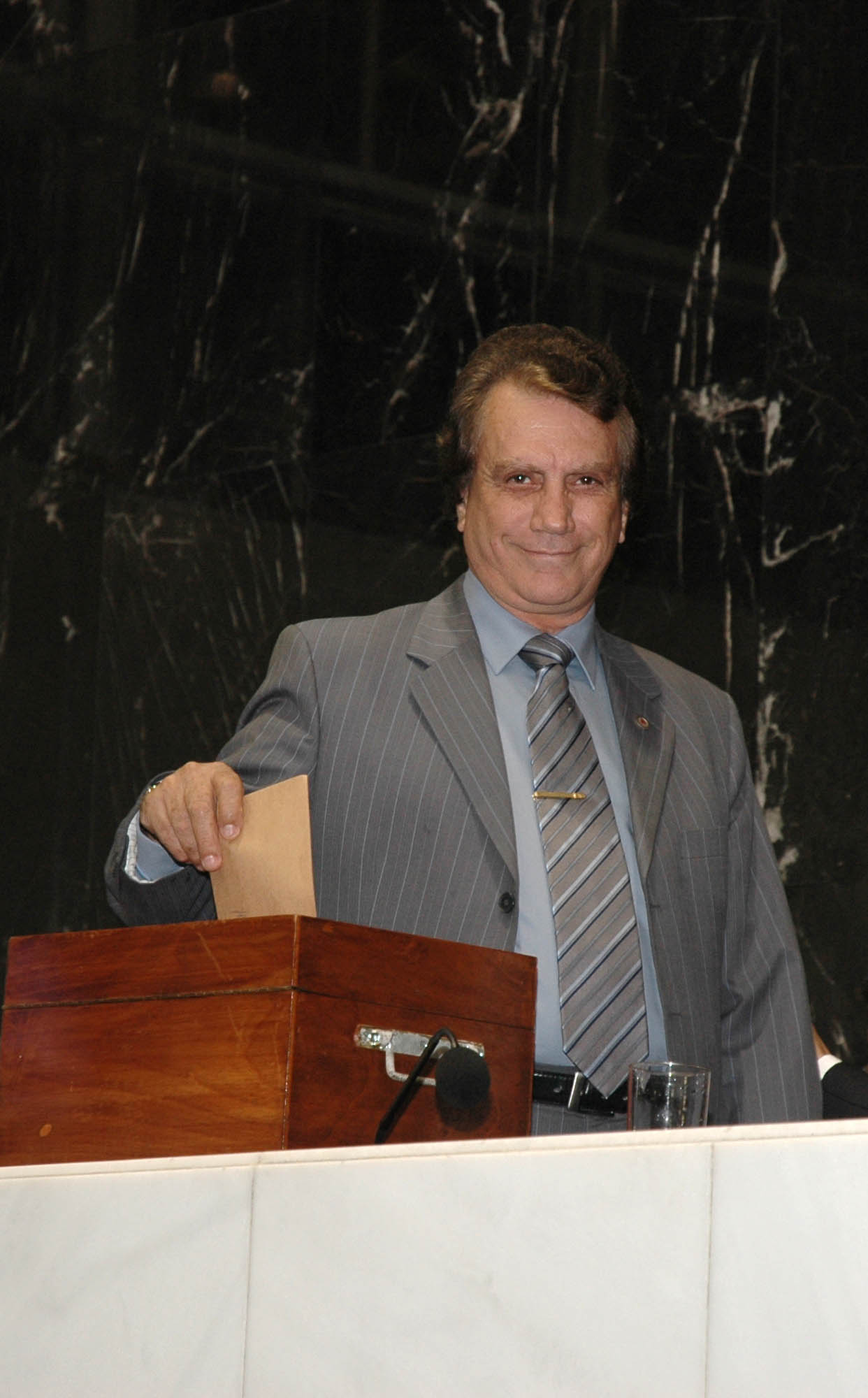
Der Abgeordnete Irani Barbosa

Irani Vieira Barbosa (* 22. September 1950 in Belo Horizonte, Minas Gerais, Brasilien; † 23. Dezember 2020 ebendort) war ein brasilianischer Politiker.

## Leben und Wirken
Irani Vieira Barbosa war der Sohn des Mechanikers Odilon Barbosa und Maria Vieira Barbosa. Er war beruflich als Landwirt und Bauunternehmer tätig.
Seine politische Karriere begann er 1983 als Stadtrat (vereador) von Belo Horizonte, der er bis 1987 blieb. Dann folgte eine Tätigkeit als Abgeordneter des Parlaments von Minas Gerais, der Legislativversammlung von Minas Gerais, in der Zeit von 1987 bis 1991, 1995 bis 1999, 1999 bis 2003 und von 2003 bis 2007. Im Nationalen Bundesparlament saß er von 1991 bis 1995 für den Bundesstaat Minas Gerais.
Barbosa war ein Parteiwechsler und gehörte den Parteien PFL, PTB, PSDB, PMDB an.
Am 23. Dezember 2020 starb Irani Barbosa mit 70 Jahren an den Folgen seiner COVID-19-Erkrankung.
Er war mit der Kommunalpolitikerin Maria das Graças Oliveira Almeida, bekannt als Gracinha Barbosa, verheiratet, mit der er sieben Kinder hatte.